# Oto Pestner
Oto Pestner est un chanteur populaire et compositeur slovène né le 4 janvier 1956  à Celje,. 
Entre 1986 et 1995, il est membre du groupe Alpski kvintet et depuis 2008, il est le leader du groupe de musique Slovène New Swing Quartet auquel il appartient depuis les années 1970.